# Chapi Kaziev
Chapi Magomédovitch Kaziev (en russe: Шапи́ Магомедович Кази́ев), né le 27 mars 1956 à Makhatchkala (RSSA du Daghestan, URSS) et mort dans la même ville le 20 mars 2020[réf. nécessaire], est un écrivain, dramaturge et scénariste de nationalité daghestanaise et de citoyenneté russe.

## Biographie
Chapi Kaziev naît dans la famille d'un militaire avar et commence à écrire dès l'enfance et à publier pour des revues destinées à la jeunesse. Il entre en 1974 à la faculté de cinéma de Moscou et fait ses débuts pour le scénario du film de la Lenfilm Zavtrak (Le Petit-déjeuner). Il est l'auteur du film Rassoul Gamzatov. Mon chemin en 2003 qui reçoit le prix spécial au concours des films documentaires Le Kaléidoscope eurasien.
Chapi Kaziev travaille également de manière fructueuse pour le théâtre. Il écrit des comédies et des pièces d'avant-garde, mais également des drames historiques et des pièces pour les enfants. Sa première pièce publiée est Le Répondeur (Автоответчик) en 1986 dans la revue Dramaturgie contemporaine (Современная драматургия). En 1987, c'est au tour de sa pièce à propos de Chamil, intitulée Le Prisonnier (Пленник). Il fait ses débuts à Moscou avec L'Imposteur (Пришелец) en 1987 au MOTIouZ (théâtre moscovite de l'enfance). Armen Djigarkhanian interprète le rôle principal de la pièce radiophonique de Kaziev  Par le Bam chez mon fils. Ses pièces commencent à être jouées en Union soviétique et à l'étranger, ainsi qu'à la radio. Il devient président de l'Association des jeunes dramaturges d'URSS, membre du conseil d'expertise du ministère de la Culture d'URSS et membre de l'Union des écrivains d'URSS à partir de 1989. Puis c'est l'écroulement de l'Union soviétique.
En 1992, Chapi Kaziev fonde à Moscou une maison d'éditions intitulée Écho du Caucase (Эхо Кавказа) qui publie une revue du même nom et des livres sur l'histoire et la culture du Caucase. Il est rédacteur en chef de la revue. Il collabore avec l'écrivain avar Rassoul Gamzatov qui lui dédie son poème Les temps et les chemins (Времена и дороги). Kaziev le traduit et le publie en russe avec un prologue dont il est l'auteur.
Chapi Kaziev rencontre le succès grâce à son ouvrage L'Imam Chamil dans la collection biographique La Vie des gens illustres (ЖЗЛ ou Жизнь замечательных людей) qui connaît quatre rééditions entre 2001 et 2010.
Il est le récipiendaire de plusieurs prix en Russie et à l'étranger.

## Publications

### En russe
- Имам Шамиль. ЖЗЛ. М.: Молодая гвардия. 2001, 2003, 2006, 2010 [L'Imam Chamil]
- Повседневная жизнь горцев Кавказа в XIX веке (en collaboration avec I. Karpeïev). М.: Молодая гвардия, 2003 [La Vie quotidienne des peuples des montagnes du Caucase au XIXe siècle]
- Повседневная жизнь восточного гарема. М.: Молодая гвардия, 2006 [La Vie quotidienne dans un harem oriental]
- Восточный гарем. Коллекция живых драгоценностей. Аудиокнига. М.: CD сom, 2006 [Le Harem]
- Ахульго. Роман о Кавказской войне XIX в. Эпоха, Махачкала, 2008 [L'Akhoulgo]
- Крах тирана. Роман о разгроме армии Надир-шаха в Дагестане. «Эпоха», Махачкала, 2009 [La Chute du tyran. Roman sur la débâcle de l'armée de Nadir-Chah au Daguestan]
- Яхта олигарха. Авантюрный роман [Le Yacht de l'oligarque] (roman d'aventure)
- В раю, проездом. Книга пьес. Махачкала, 2008 [Au paradis]
- Горская азбука. Стихи для детей. Махачкала, 1995. Москва, 2002 [Alphabet montagnard] (poèmes pour enfants)
- Пианино. Рассказ. Дружба Народов, 2006, № 8 [Le Piano] (récit)
- Отрывки из киносценария «Имам». Журнал «Родина», № 1, 2000 [Extraits du scénario L'Imam]
- Отрывки из пьесы «Шамиль». Журнал «Родина», № 1, 2000 [Extraits de la pièce Chamil]
- Тексты песен музыкального альбома «Песни вершин». 2003 [Textes des chansons de l'album musical Les chansons des sommets]
- Расул Гамзатов. Времена и дороги. Перевод поэмы. Журнал Дарьял, журнал Дружба Народов, 2004, № 8 [Les temps et les chemins]
- Стихотворения Шапи Казиева на сайте Стихи.ру [Poésies] sur le site Stikhi.ru
- Прощай, Москва! Киносценарий. Журнал «Дагестан», № 4-5, 2005. [Adieu, Moscou!] (scénario)
- Поэзия Ш.Казиева в переводе на болгарский язык в газете «Слово плюс» [La Poésie de Kaziev traduite en bulgare]
- Рассказ Ш.Казиева в переводе на болгарский язык в газете «Слово плюс» [La Poésie de Kaziev traduite en bulgare]

## Prix
- Prix du Komsomol Lénine du Daguestan (pour la pièce Chamil), 1988.
- Prix du Cheikh Saoud al Babtine, 1998.
- Prix de l'Union des journalistes et de la municipalité de Moscou, 1999.
- Prix des Meilleures plumes de Russie (Лучшие перья России), 1999.
- Prix de l'Union des journalistes de Russie «За профессиональное мастерство» (Pour le professionnalisme], 2001.
- Grand prix de littérature Rassoul Gamzatov, 2008.
- Prix des Meilleurs livres de l'année, 2009.